# أليسا ميلر
أليسا ميلر (بالإنجليزية: Alyssa Miller) وإسمها بالكامل أليسا إيلاين ميلر (بالإنجليزية: Alyssa Elaine Miller) ولدت في 4 يوليو 1989 في لوس أنجلوس، تنحدر أليسيا من أصل ألماني أيرلندي نمساوي إنجليزي ويلزي اسكتلندي هاوائي أصلي. وهي عارضة أزياء أمريكية، اشتهرت بعد ظهور صورها في مجلات فوغ ومجلة إل وثم عملت كعارضة أزياء مع غيس وفيكتوريا سيكريت.

## روابط خارجية
- أليسا ميلر على موقع ميوزك برينز (الإنجليزية)
- أليسا ميلر على موقع دليل عارضات الأزياء (الإنجليزية)